# Perštejnec
Perštejnec je část města Kutná Hora v okrese Kutná Hora. Nachází se asi 2,5 kilometru jihovýchodně od Kutné Hory. Protéká jím potok Křenovka, který je levostranným přítokem řeky Klejnárky.
Perštejnec je také název katastrálního území o rozloze 4,07 km².

## Historie
První písemná zmínka o vesnici pochází z roku 1308.
Roku 1950 byly obce Kaňk, Perštejnec a Sedlec připojeny ke Kutné Hoře.

## Další fotografie

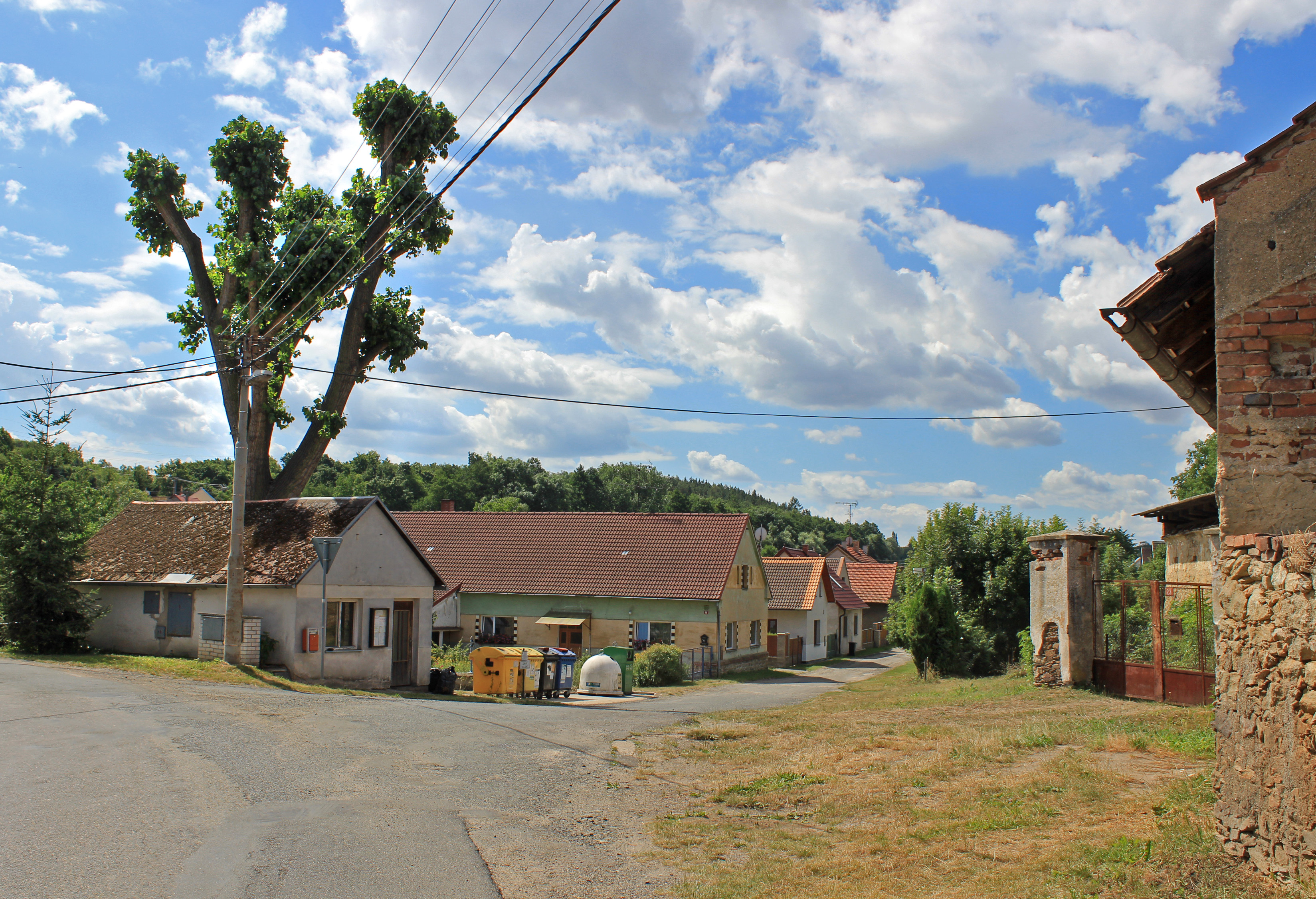
Náves
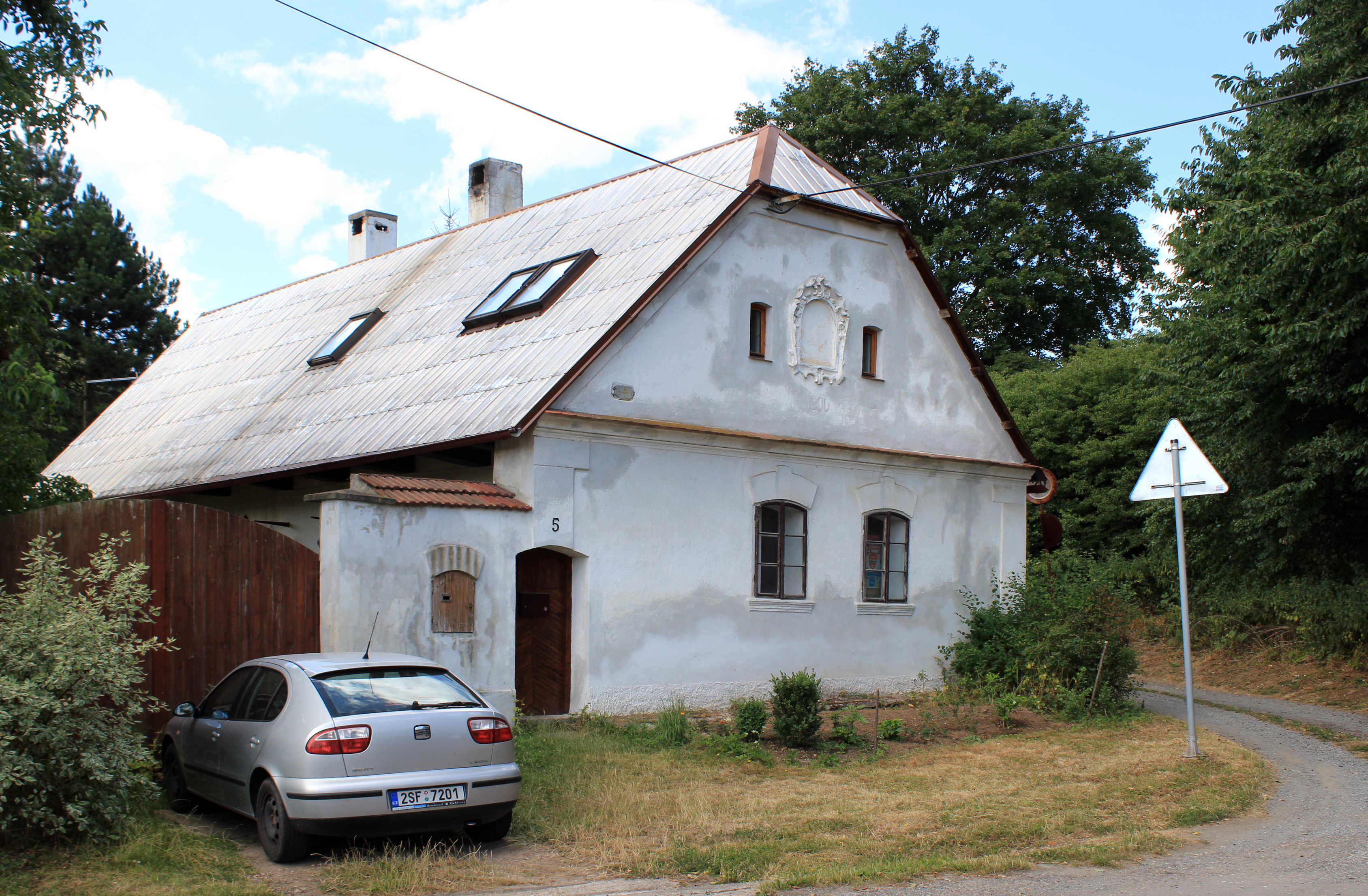
Dům čp. 5
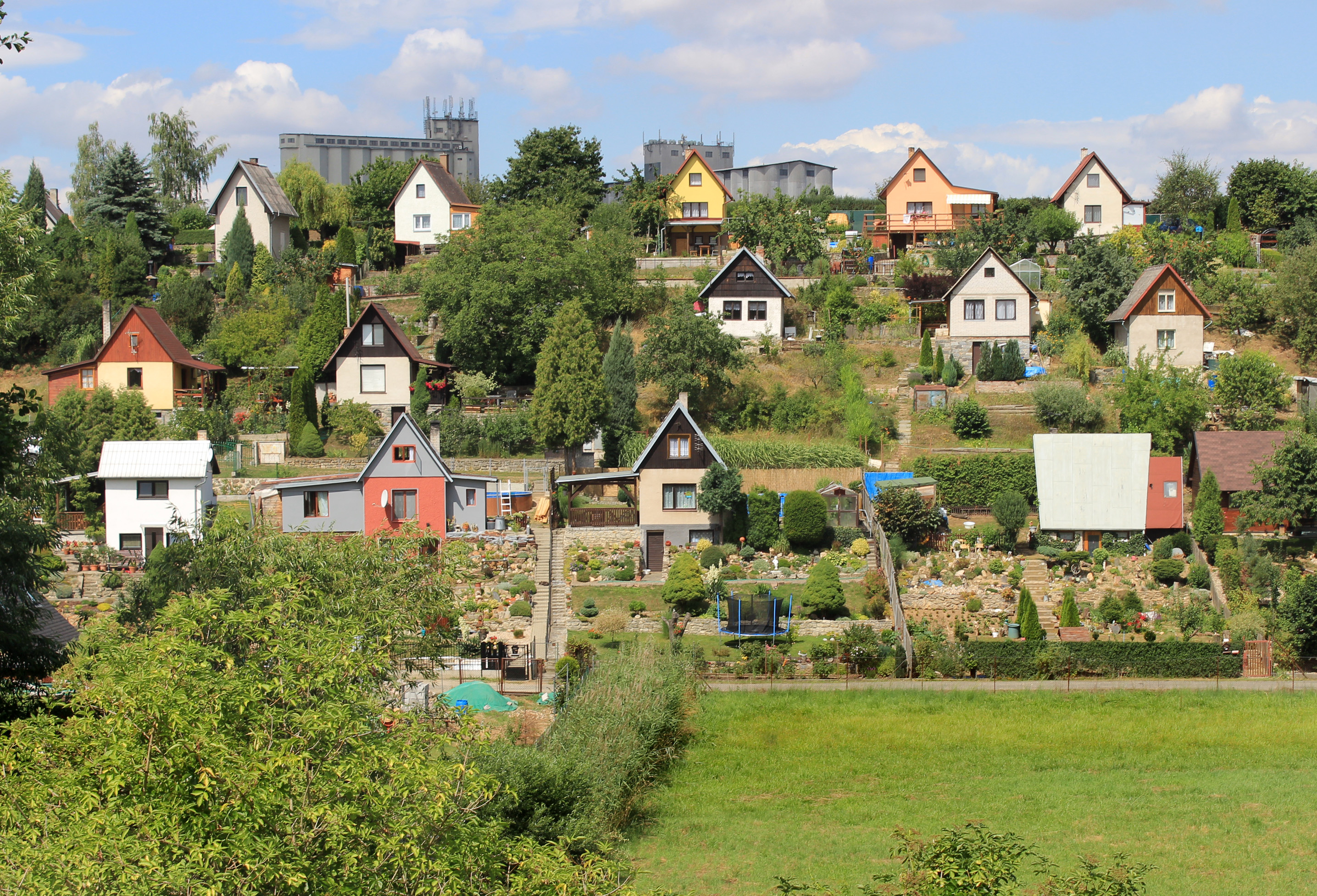
Jedna ze zahrádkářských kolonií